# Masyw gabrowy Brzeźnicy
Masyw gabrowy Brzeźnicy – jednostka geologiczna w środkowej części bloku przedsudeckiego.
Od północnego zachodu graniczy z masywem serpentynitowym Braszowic, od północy z blokiem sowiogórskim, od wschodu ze strefą Niemczy. Większość granic jest ukryta pod osadami trzeciorzędu i czwartorzędu.
Masyw zbudowany jest ze skał metamorficznych − różnych odmian gabr. Gabra te wnikają jako apofizy w głąb masywu serpentynitowego Braszowic.
Pod względem geograficznym położony jest na Przedgórzu Sudeckim, w obrębie Obniżenia Otmuchowskiego, buduje południowo-wschodnie fragmenty niewielkich wzniesień Masywu Brzeźnicy.